# Judo en France
Pour un article plus général, voir Judo.
Le judo (柔道, jūdō, litt. « voie de la souplesse ») a été créé en tant que pédagogie physique, mentale et morale au Japon par Jigorō Kanō (嘉納 治五郎) en 1882.
Grâce à son développement continu des années  1930 à nos jours porté initialement par les Maîtres japonais venus en France puis aux fédérations sportives, clubs sportifs et professeurs de Judo, le judo en France est la quatrième discipline sportive en nombre de licenciés. Elle est principalement animée par la Fédération française de judo et disciplines associées. La « FF judo-jiu-jitsu » fut fondée en 1942 en tant que section de la Fédération française de lutte. Elle devient autonome en 1946 et compte 552 815 licenciés en 2015.
La France se distingue par son palmarès olympique en judo, figurant à la deuxième place derrière le Japon, créateur de la discipline. Le judo devient un sport olympique, d'abord en démonstration,  en 1964 à l'occasion des Jeux olympiques de Tokyo pour les hommes et en 1988 à ceux de Séoul pour les femmes.

## Histoire
Le ju-jitsu est pour la première fois mentionné dans un article de la Revue des deux Mondes publié 1895. Il s'agit d'une traduction du Glimpses of unfamiliar Japan de Lafcadio Hearn par Crosnier de Varigny. La première introduction au grand public est l'œuvre de Yves Le Prieur. Alors conseiller militaire à Tokyo, il suit des cours au dojo de Jigorō Kanō. De son expérience il publie en 1911 le livre Judo, Manuel de jujutsu de l'école Kano à Tokyo.
En 1933, Jigoro Kano tient sa première conférence sur le judo en France.

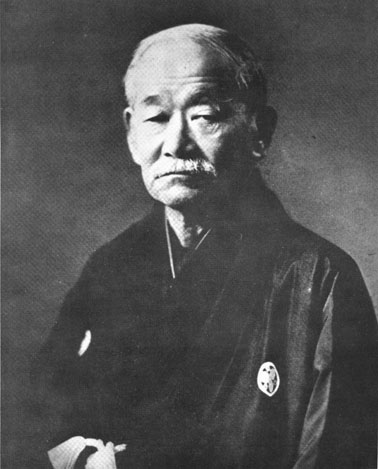
Jigorō Kanō, fondateur du judo kodokan

Moshe Feldenkrais rencontre Jigorō Kanō à l'occasion de conférences données par le fondateur du judo lors de deux séjours en France en 1933 et 1934. il contribue à introduire le Judo en France,,.
En 1935, Mikinosuke Kawaishi, alors 4e dan, quitte Londres pour venir enseigner le judo en France et ouvre son premier dojo.
Passionné par ce sport, Feldenkrais fonde le 25 octobre 1937 le Jiu-Jitsu Club de France, dont Jigorō Kanō est le président d'honneur (Moshe Feldenkrais et Paul Bonét-Maury Vice-présidents, Frédéric Joliot-Curie Secrétaire Général, Biguart, Charles Faroux...). Les pionniers du Judo en France sont des intellectuels, chercheurs ou journalistes. Mikinosuke Kawaishi assure la direction technique du Jiu-Jitsu Club de France.

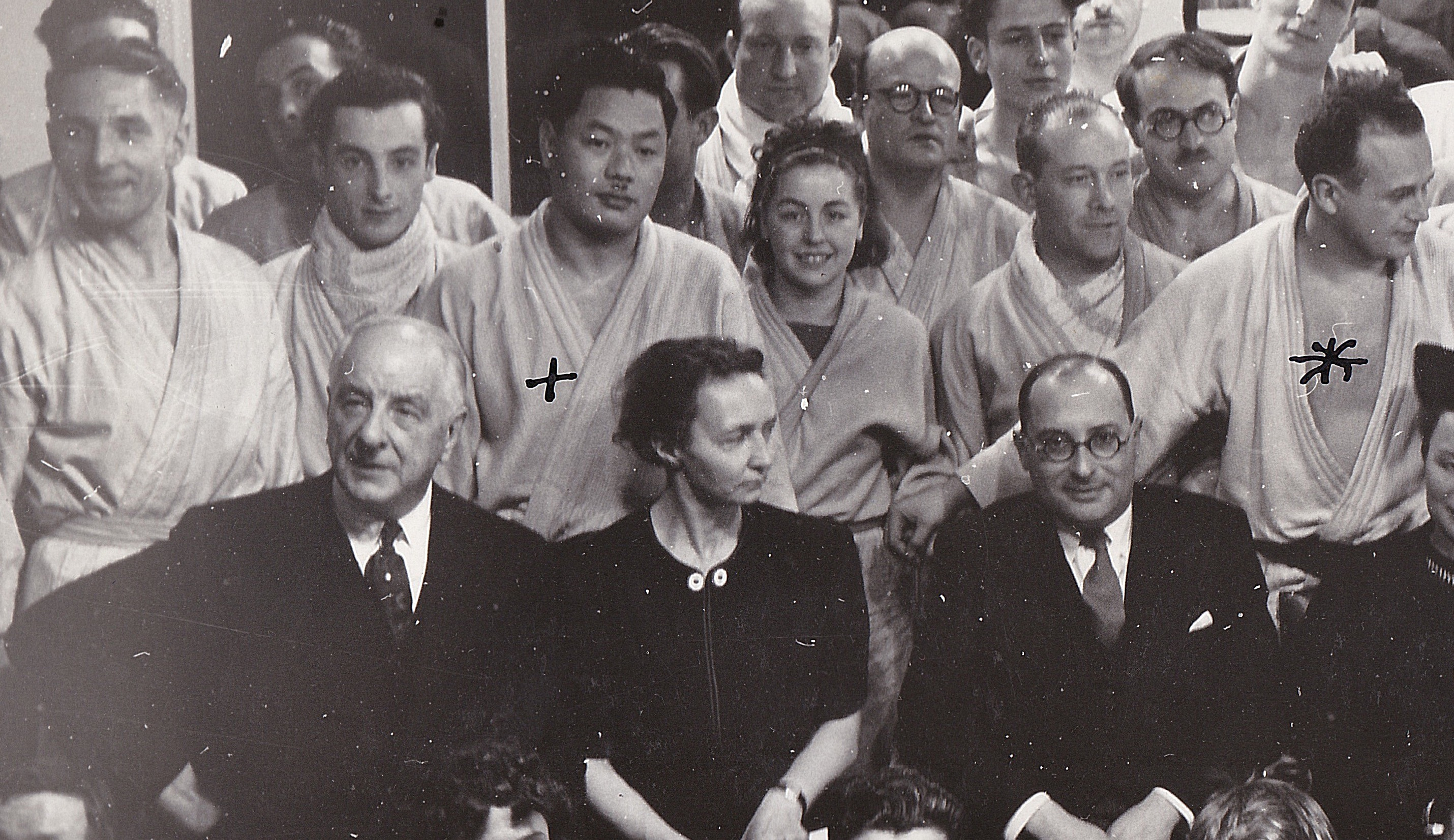
Séance de présentation de Jiu-Jitsu du 10 février 1939. Rang 1 de G à D : Charles Faroux, Irène Joliot-Curie, Jean Zay. Rang 2 de G à D : Jean Andrivet, Mikinosuke Kawaishi et Moshe Feldenkrais

Mikinosuke Kawaishi renomme le « Jiu-Jitsu-Club de France » en « Judo-Club de France ».
Alors qu'au Japon seulement deux ceintures de couleurs sont en usage (blanche et marron), Mikinosuke Kawaishi importe et adapte l'innovation britannique des ceintures de couleurs que nous connaissons aujourd'hui. Il propose un enseignement particulier du judo basée sur une nomenclature et une classification des techniques facilitant leurs apprentissages que l'on nomme méthode Kawaishi.
Les premiers championnats de France de Judo se tiennent à la salle Wagram, à Paris, le 31 mai 1943. Jean de Herdt est vainqueur devant Jean Beaujean.
Pendant la guerre, Mikinosuke Kawaishi poursuit son œuvre d'introduction de la pratique du Judo en France malgré l'entrée en guerre du Japon, qui l'obligera à regagner son pays en 1944, peu avant la fin du conflit.
En juillet 1944, Mikinosuke Kawaishi confie, à Jean Beaujean et Jean de Herdt, la direction du Judo français en son absence.
La Fédération française de judo est fondée le 5 décembre 1946. Son premier président est Paul Bonét-Maury.
Le Collège des ceintures noires, instance supérieure regroupant toutes les ceintures noires de judo en France, est fondé en 1947 par Jean de Herdt et l'ensemble des pionniers du judo en France titulaires de ce grade. Jean Andrivet en est le premier président.
Mikinosuke Kawaishi revient en France dans l'année 1948, il est alors 7e  dan.

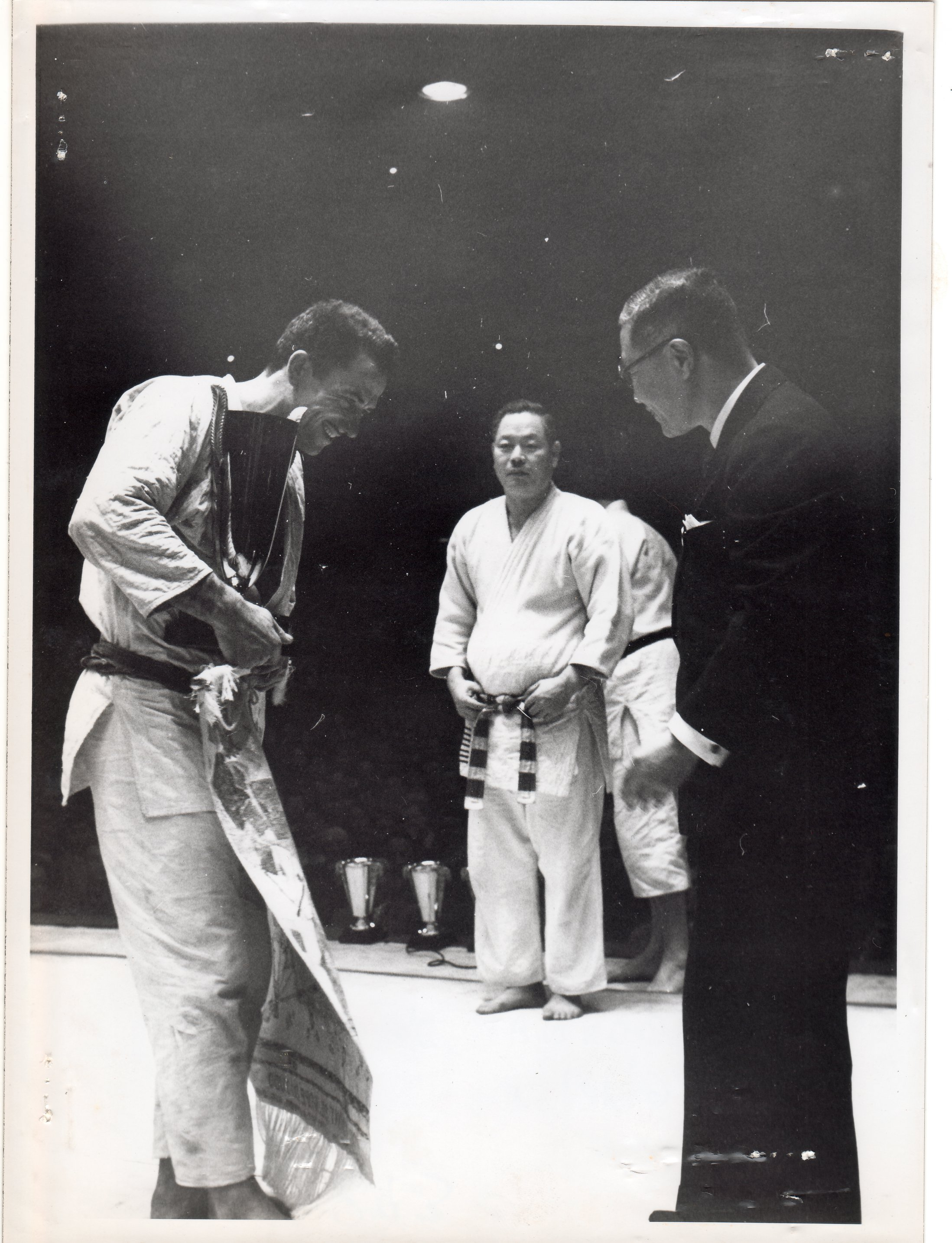
Mikinosuke Kawaishi (au centre) en présence du Champion d'Europe 1951, Jean de Herdt.

En 1950, Mikinosuke Kawaishi est assisté par Shozo Awazu, 26 ans, 6e dan, venant du Japon.
Le nombre de pratiquants passe d'une cinquantaine en 1936 à plus de 20 000 en 1956.
Shozo Awazu devient l'entraîneur des champions de l’équipe de France de l'époque (de Herdt, Levannier, Martel, Belaud, Verrier, Roussel, Cauquil, Pelletier, Laglaine, Zin).

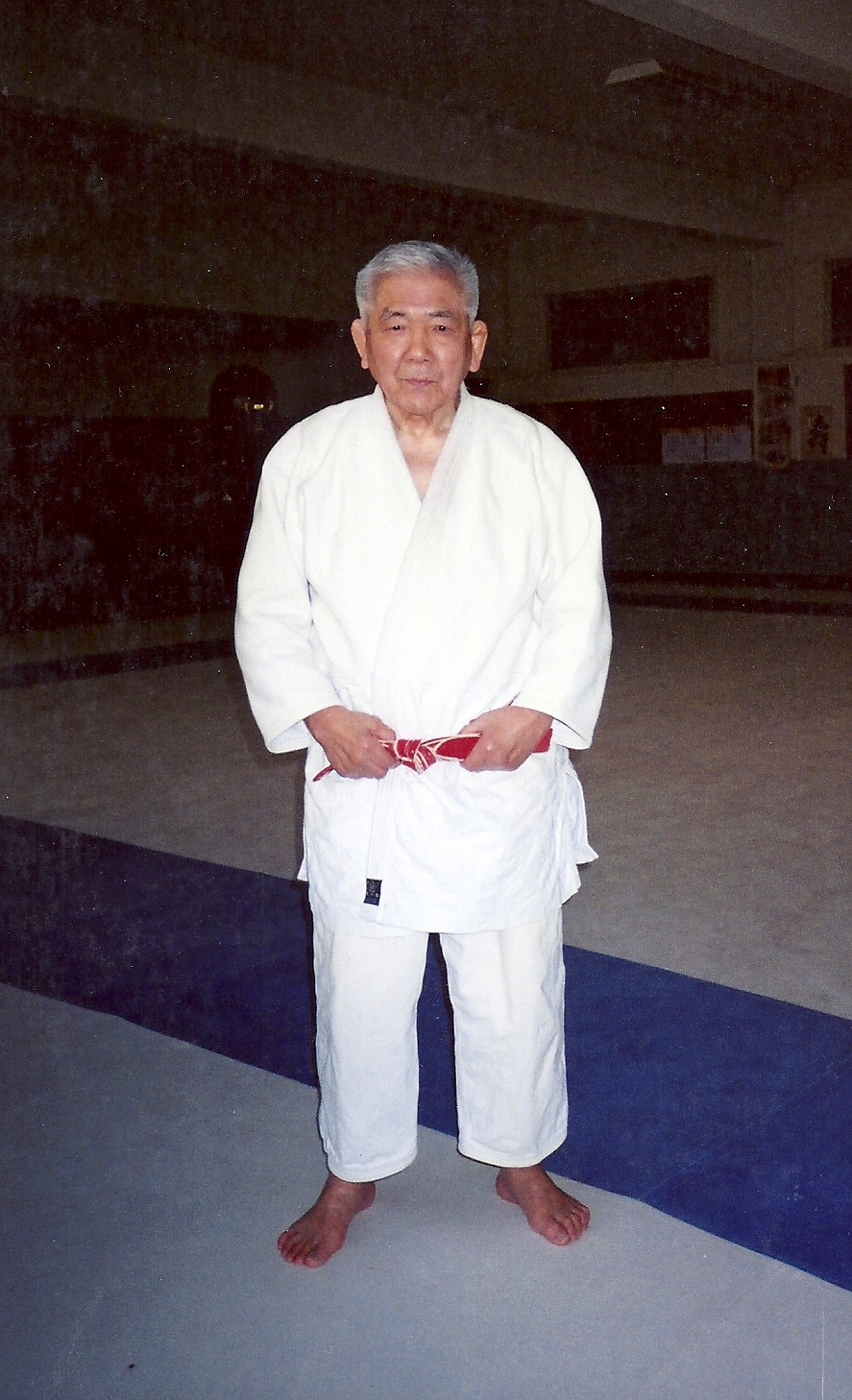
Shozo Awazu à Paris, en 2003, 9e dan (kyū-dan, ceinture rouge)

Quasi exclusivement parisien avant la Seconde Guerre mondiale, le judo s'implante en province après la guerre. En 1948, près des trois quarts des licenciés de judo sont originaires d'Île-de-France, et Paris rassemble à elle seule plus de la moitié des licenciés.
Quatre clubs de province comptent plus de 150 membres : le Judo Club de Provence à Marseille, le Jiu-Jitsu Club de Bordeaux, l'AS Police de Toulouse et l'École militaire d'escrime et des sports de combats d'Antibes.
En 1949, Jean Beaujean se rend au Japon pour, explorer les origines du judo, étudier ses techniques, il rentre en France en 1951 en qualité de délégué du Kodokan. Il rapporte avec lui une collection de films afin de permettre de mieux comprendre la technique des grands maîtres japonais. Il introduit les méthodes d'entraînement du Kodokan, provoquant un conflit avec Mikinosuke Kawaishi.
Dans les années 1950, le monde du judo français est marqué par deux crises, la première autour des divergences méthodologiques entre la méthode Kodokan et la méthode Kawaishi, la seconde portant sur la direction du judo en France entre le collège et la fédération.
Le 19 janvier 1952, Mikinosuke Kawaishi tenta de retirer le grade de ceinture noire à Jean Beaujean et Roger Duchêne et de les expulser du Collège, en raison de leur soutien à la méthode Kodokan en France. Les membres du collège rejetèrent majoritairement ses propositions. Se sentant désavoué, Kawaishi décida alors de se retirer des instances du CCN.
Un club de Toulouse propose aussi à l'extrême fin des années 1940 de passer à la méthode Kodokan et se détache de la fédération. Les Toulousains font appel aux maîtres japonais et l'un d'eux Ichiro Abe se déplace en France dès novembre 1951, Il a 29 ans et est 6e Dan du Kodokan.

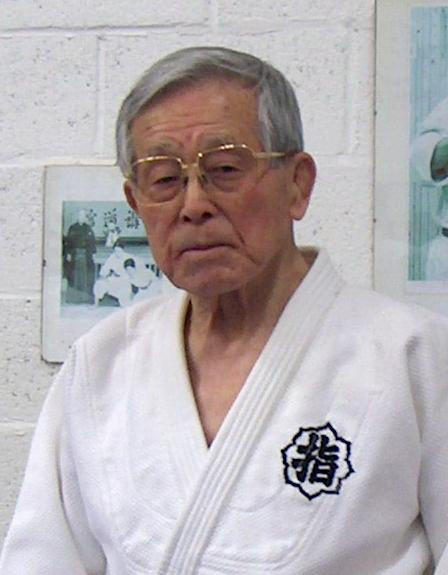
Ichiro Abe en 2009, 10e dan

Ichiro Abe renforça en France le rayonnement du Judo Kodokan autour de professeurs et judokas réputés comme Pierre Roussel(c.n. n°45), Jacques Belaud(c.n. n°42), Luc Levannier(c.n. n°36) ou encore Guy Pelletier(c.n. n°7),,,.
En 1952, Yves Klein se perfectionne au Japon. Il y pratique le judo et en particulier les Katas à l’Institut Kōdōkan de Tokyo où il devient ceinture noire 4e Dan, grade du Kodokan qu’aucun Français n’a atteint à cette époque. Ce grade du Kodokan n'a pas été reconnu à son retour par la Fédération française de judo.
Des clubs parisiens décident de couper leurs liens avec la fédération et forment le 8 octobre 1954 l'Union Fédérale des Amateurs de Judo Kodokan. En avril 1956, l'Union est intégrée à la fédération ; La méthode kodokan représente alors 12 % des licenciés pour 18 % des clubs.
La seconde crise des années 1950 est liée à la séparation du Collège National des Ceintures Noires (CNCN voir collège des ceintures noires, créé en 1947) de la fédération FFJDA. Le CNCN est composé en majorité de professeurs de Judo.
Le CNCN se dote de sa propre fédération, Fédération Nationale de Judo Sportif, 
puis de 1965 à 1971 de la Fédération Nationale de Judo Traditionnel, FNJT (Président Jean-Lucien Jazarin, Trésorier Igor Correa Luna, Directeur technique Haku Michigami Shi-Han). La FNJT disparaît au moment de la réunification au sein de la FFJDA.

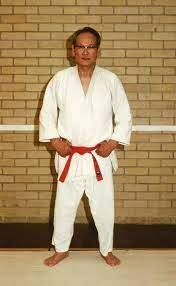
Haku Michigami, 9e dan : Directeur technique de 1965 à 1971 du Collège National des Ceintures Noires (CNCN) de la Fédération Nationale de Judo Traditionnel (FNJT).

La situation perdure pendant 15 ans (1957-1971). La fédération avait tenté d'intervenir dans les règles d'obtention de la ceinture noire en la limitant à une simple épreuve de compétition. Un arrêté ministériel met fin au conflit.
En 1955, un diplôme d'État de professeur de Judo est créé(Point de référence initial de l'évolution des diplômes d'état des professionnels de cette discipline,).
La FFJDA met au point et fait la promotion de la progression française de Judo à la fin des années 1960, elle prendra la place peu à peu de la méthode Kawaishi dans les clubs.

## Premières ceintures noires de France
Le tableau qui suit liste les premières ceintures noires décernées par Maitre Kawaishi avant 1943 en France.
| #  | Judoka            | Date              | Ordre retenu par le Collège des Ceintures Noires | Date de naissance | Date de décès    | Dernier grade |
| -- | ----------------- | ----------------- | ------------------------------------------------ | ----------------- | ---------------- | ------------- |
| 1  | Moshe Feldenkrais | 10 février 1939   | -                                                | 6 mai 1904        | 1er juillet 1984 | 2e dan ✞      |
| 2  | Maurice Cottreau  | 20 avril 1939     | 1                                                |                   |                  | 4e dan ✞      |
| 3  | Jean de Herdt     | 12 juin 1940      | 1 bis                                            | 22 juillet 1923   | 5 janvier 2013   | 6e dan ✞      |
| 4  | Henri Birnbaum    | 12 juin 1940      | 51                                               | 6 janvier 1921    | 8 décembre 2004  | 6e dan ✞      |
| 5  | Paul Bonet-Maury  | 1er août 1940     | 2                                                | 7 février 1900    | 17 avril 1972    | 6e dan ✞      |
| 6  | Robert Sauvenière | 18 décembre 1941  | 49                                               | 31 mai 1923       |                  | 4e dan        |
| 7  | Charles Malaisé   | 26 mars 1942      | 3                                                |                   |                  | 4e dan ✞      |
| 8  | Jean Andrivet     | 26 mars 1942      | 4                                                | 11 juillet 1899   | 12 avril 1976    | 4e dan ✞      |
| 9  | Roger Piquemal    | 25 juin 1942      | 5                                                | ?                 | 1954             | 4e dan ✞      |
| 10 | Jacques Laglaine  | 25 juin 1942      | 6                                                | 5 août 1920       | 6 juin 2008      | 8e dan ✞      |
| 11 | Guy Pelletier     | 1er novembre 1942 | 7                                                | 9 janvier 1921    | 11 avril 2011    | 9e dan ✞      |
| 12 | Jean Beaujean     | 26 novembre 1942  | 8                                                | 25 avril 1918     | 14 août 2009     | 4e dan ✞      |

Moshe Feldenkrais n'a jamais figuré sur la liste établie par le Collège des Ceintures Noires car il était de nationalité britannique, il s'est toujours considéré comme ceinture noire française car il a pratiqué en France et a été nommé Ceinture Noire par Maitre Kawaishi à Paris.
Lors de l'établissement de la première liste par le Collège des Ceintures Noires, Jean de Herdt y fut inscrit en tant que "numéro 1". Le Collège s’aperçut alors que Maurice Cottreau avait été oublié. Après correction, il prit le numéro 1 et Jean de Herdt, le "numéro 1 bis".
Certains judokas ont été nommés Ceinture Noire avant la rédaction des cartes Collège des Ceintures Noires, ainsi Henri Birnbaum et Robert Sauvenière ont un numéro qui ne correspond pas à leur ordre chronologique.
Jean de Herdt est aussi le premier français à obtenir le 2e dan ainsi que le 3e dan.
En 1951, Madame Levannier est la première ceinture noire de France féminine.

## Les plus hauts gradés
Le grade ceinture blanche et rouge 6e dan est le premier palier des hauts gradés de judo jujitsu. Pour cette raison, l’accès à ce grade et aux grades suivants est différent de l’accession aux grades de ceinture noire.
Le grade 7e dan et les grades suivants ne sont pas attribués sur la base de présentation de candidature ou d’examen. C’est une sorte de promotion qui s’effectue après traitement direct par la commission spécialisée des dan et grades équivalents de la F.F.J.D.A des dossiers des gradés 6e dan qui sont en ce grade depuis au moins dix ans.
Au-delà du 8e dan judo le cercle des hauts gradés de la discipline judo jujitsu se resserre considérablement au point de pouvoir parler de champions de judo d’une façon nominative. Les grades, comme c’est le cas pour tous les hauts gradés du judo, ne sont pas décernés sur la base d’examen ou de compétitions mais d’une façon purement honorifique par la fédération française de judo ou par les instances internationales du judo.
En France, seuls treize judokas, auxquels on peut ajouter deux judokas japonais exerçant en France, ont atteint le grade 9e dan dont deux ont été nommés 10e dan, auquel on doit ajouter Mikinosuke Kawaishi, pionnier du judo en France. Ils portent la ceinture rouge. Il s’agit de :
| # | Judoka              | Date de naissance | Date de décès   | Grade       |
| - | ------------------- | ----------------- | --------------- | ----------- |
| 1 | Mikinosuke Kawaishi | 13 août 1899      | 30 janvier 1969 | 10e en 1975 |
| 2 | Henri Courtine      | 11 mai 1930       | 21 février 2021 | 10e en 2007 |
| 3 | Jean-Luc Rougé      | 30 mai 1949       |                 | 10e en 2023 |

| #  | Judoka           | Date de naissance | Date de décès      | Grade      |
| -- | ---------------- | ----------------- | ------------------ | ---------- |
| 1  | Haku Michigami   | 21 octobre 1912   | 4 août 2002        | 9e en 1975 |
| 2  | Shozo Awazu      | 18 avril 1923     | 17 mars 2016       | 9e en 1989 |
| 3  | Bernard Pariset  | 21 décembre 1929  | 26 novembre 2004   | 9e en 1994 |
| 4  | Maurice Gruel    | 17 mai 1920       | 7 août 2010        | 9e en 2007 |
| 5  | Guy Pelletier    | 9 janvier 1921    | 11 avril 2011      | 9e en 2007 |
| 6  | André Bourreau   | 3 décembre 1934   |                    | 9e en 2007 |
| 7  | Jacques Le Berre | 21 septembre 1937 |                    | 9e en 2007 |
| 8  | Lionel Grossain  | 12 février 1938   |                    | 9e en 2007 |
| 9  | Guy Dupuis       | 3 juillet 1931    | 1er septembre 2018 | 9e en 2017 |
| 10 | Serge Feist      | 3 septembre 1944  |                    | 9e en 2017 |
| 11 | Patrick Vial     | 24 décembre 1946  |                    | 9e en 2017 |
| 12 | Jean-Paul Coche  | 25 juillet 1947   |                    | 9e en 2017 |
| 13 | Guy Auffray      | 8 février 1945    | 11 janvier 2021    | 9e en 2019 |

Sept judokates ont atteint le 8e Dan :
| # | Judokate          | Date de naissance | Date de décès   | Grade      |
| - | ----------------- | ----------------- | --------------- | ---------- |
| 1 | Jocelyne Triadou  | 31 mai 1954       |                 | 8e en 2013 |
| 2 | Paulette Fouillet | 30 juin 1950      | 25 juillet 2015 | 8e en 2014 |
| 3 | Brigitte Deydier  | 12 novembre 1958  |                 | 8e en 2015 |
| 4 | Catherine Pierre  | 7 septembre 1957  |                 | 8e en 2019 |
| 5 | Catherine Arnaud  | 5 février 1963    |                 | 8e en 2020 |
| 6 | Cécile Nowak      | 22 avril 1967     |                 | 8e en 2022 |
| 7 | Marie-Paule Panza | 4 novembre 1960   |                 | 8e en 2024 |

## Champions du monde
En 1956, Henri Courtine et Bernard Pariset, entraînés par Shozo Awazu, sont les deux premiers français à participer aux premiers championnats du monde de judo à Tokyo.
Henri Courtine obtient la médaille de bronze au premier championnat du monde où les différentes catégories de poids n'existaient pas.
Voici les 33 judokas champions du monde. Les judokas marqués d'un * ont également été champions olympiques en individuel ou en équipe.
| #  | Judoka(te)                 | Sexe | Catégorie                     | Championnats | Lieu                           | Grade actuel    |
| -- | -------------------------- | ---- | ----------------------------- | ------------ | ------------------------------ | --------------- |
| 1  | Jean-Luc Rougé             | H    | - 100 kg                      | 1975         | Vienne, Autriche               | 10e dan (2023)  |
| 2  | Thierry Rey*               | H    | - 60 kg                       | 1979         | Paris, France                  | 8e dan (2014)   |
| 3  | Jocelyne Triadou           | F    | - 78 kg                       | 1980         | New York, États-Unis           | 8e dan (2013)   |
| 4  | Bernard Tchoullouyan       | H    | - 90 kg                       | 1981         | Maastricht, Pays-Bas           | 8e dan (2013) ✞ |
| 5  | Béatrice Rodriguez         | F    | - 57 kg                       | 1982         | Paris, France                  | 7e dan (2006)   |
| 6  | Martine Rottier            | F    | - 63 kg                       | 1982         | Paris, France                  | 7e dan (2006)   |
| 7  | Natalina Lupino            | F    | + 78 kg                       | 1982         | Paris, France                  | 7e dan (2019)   |
| 8  | Brigitte Deydier           | F    | - 70 kg                       | 1982         | Paris, France                  | 8e dan (2015)   |
| 8  | Brigitte Deydier (2)       | F    | - 70 kg                       | 1984         | Vienne, Autriche               | 8e dan (2015)   |
| 8  | Brigitte Deydier (3)       | F    | - 70 kg                       | 1986         | Maastricht, Pays-Bas           | 8e dan (2015)   |
| 9  | Dominique Brun             | F    | - 52 kg                       | 1986         | Maastricht, Pays-Bas           | 7e dan (2007)   |
| 10 | Fabien Canu                | H    | - 81 kg                       | 1987         | Essen, Allemagne               | 8e dan (2013)   |
| 10 | Fabien Canu (2)            | H    | - 81 kg                       | 1989         | Belgrade, Yougoslavie          | 8e dan (2013)   |
| 11 | Catherine Arnaud           | F    | - 57 kg                       | 1987         | Essen, Allemagne               | 8e dan (2020)   |
| 11 | Catherine Arnaud (2)       | F    | - 57 kg                       | 1989         | Belgrade, Yougoslavie          | 8e dan (2020)   |
| 12 | Catherine Fleury*          | F    | - 57 kg                       | 1989         | Belgrade, Yougoslavie          | 7e dan (2007)   |
| 13 | Stéphane Traineau          | H    | - 100 kg                      | 1991         | Barcelone, Espagne             | 8e dan (2020)   |
| 14 | Cécile Nowak*              | F    | - 48 kg                       | 1991         | Barcelone, Espagne             | 8e dan (2022)   |
| 15 | David Douillet*            | H    | + 95 kg                       | 1993         | Hamilton, Canada               | 8e dan (2019)   |
| 15 | David Douillet* (2) et (3) | H    | + 100 kg et toutes catégories | 1995         | Chiba, Japon                   | 8e dan (2019)   |
| 15 | David Douillet* (4)        | H    | + 100 kg                      | 1997         | Paris, France                  | 8e dan (2019)   |
| 16 | Marie-Claire Restoux*      | F    | - 52 kg                       | 1995         | Chiba, Japon                   | 7e dan (2013)   |
| 16 | Marie-Claire Restoux* (2)  | F    | - 52 kg                       | 1997         | Paris, France                  | 7e dan (2013)   |
| 17 | Séverine Vandenhende*      | F    | - 63 kg                       | 1997         | Paris, France                  | 7e dan (2014)   |
| 18 | Christine Cicot            | F    | + 78 kg                       | 1997         | Paris, France                  | 6e dan (2001)   |
| 19 | Larbi Benboudaoud          | H    | - 65 kg                       | 1999         | Birmingham, Royaume-Uni        | 7e dan (2004)   |
| 20 | Frédéric Demontfaucon      | H    | - 81 kg                       | 2001         | Munich, Allemagne              | 7e dan (2014)   |
| 21 | Céline Lebrun              | F    | Toutes catégories             | 2001         | Munich, Allemagne              | 6e dan (2010)   |
| 22 | Lucie Décosse*             | F    | - 63 kg                       | 2005         | Le Caire, Égypte               | 6e dan (2013)   |
| 22 | Lucie Décosse* (2)         | F    | - 70 kg                       | 2010         | Tokyo, Japon                   | 6e dan (2013)   |
| 22 | Lucie Décosse* (3)         | F    | - 70 kg                       | 2011         | Paris, France                  | 6e dan (2013)   |
| 23 | Gévrise Emane              | F    | - 70 kg                       | 2007         | Rio de Janeiro, Brésil         | 6e dan (2013)   |
| 23 | Gévrise Emane (2)          | F    | - 63 kg                       | 2011         | Paris, France                  | 6e dan (2013)   |
| 23 | Gévrise Emane (3)          | F    | - 63 kg                       | 2015         | Astana, Kazakhstan             | 6e dan (2013)   |
| 24 | Teddy Riner*               | H    | + 100 kg                      | 2007         | Rio de Janeiro, Brésil         | 6e dan (2019)   |
| 24 | Teddy Riner* (2)           | H    | Toutes catégories             | 2008         | Levallois-Perret, France       | 6e dan (2019)   |
| 24 | Teddy Riner* (3)           | H    | + 100 kg                      | 2009         | Rotterdam, Pays-Bas            | 6e dan (2019)   |
| 24 | Teddy Riner* (4)           | H    | + 100 kg                      | 2010         | Tokyo, Japon                   | 6e dan (2019)   |
| 24 | Teddy Riner* (5)           | H    | + 100 kg                      | 2011         | Paris, France                  | 6e dan (2019)   |
| 24 | Teddy Riner* (6)           | H    | + 100 kg                      | 2013         | Rio de Janeiro, Brésil         | 6e dan (2019)   |
| 24 | Teddy Riner* (7)           | H    | + 100 kg                      | 2014         | Tcheliabinsk, Russie           | 6e dan (2019)   |
| 24 | Teddy Riner* (8)           | H    | + 100 kg                      | 2015         | Astana, Kazakhstan             | 6e dan (2019)   |
| 24 | Teddy Riner* (9)           | H    | + 100 kg                      | 2017         | Budapest, Hongrie              | 6e dan (2019)   |
| 24 | Teddy Riner* (10)          | H    | Toutes catégories             | 2017         | Marrakech, Maroc               | 6e dan (2019)   |
| 24 | Teddy Riner* (11)          | H    | + 100 kg                      | 2023         | Doha, Qatar                    | 6e dan (2019)   |
| 25 | Morgane Ribout             | F    | - 57 kg                       | 2009         | Rotterdam, Pays-Bas            | 3e dan          |
| 26 | Audrey Tcheuméo            | F    | - 78 kg                       | 2011         | Paris, France                  | 6e dan (2022)   |
| 27 | Loïc Piétri                | H    | - 81 kg                       | 2013         | Rio de Janeiro, Brésil         | 6e dan (2022)   |
| 28 | Clarisse Agbegnenou*       | F    | - 63 kg                       | 2014         | Tcheliabinsk, Russie           | 6e dan (2022)   |
| 28 | Clarisse Agbegnenou* (2)   | F    | - 63 kg                       | 2017         | Budapest, Hongrie              | 6e dan (2022)   |
| 28 | Clarisse Agbegnenou* (3)   | F    | - 63 kg                       | 2018         | Baku, Azeirbaïdjan             | 6e dan (2022)   |
| 28 | Clarisse Agbegnenou* (4)   | F    | - 63 kg                       | 2019         | Tokyo, Japon                   | 6e dan (2022)   |
| 28 | Clarisse Agbegnenou* (5)   | F    | - 63 kg                       | 2021         | Budapest, Hongrie              | 6e dan (2022)   |
| 28 | Clarisse Agbegnenou* (6)   | F    | - 63 kg                       | 2023         | Doha, Qatar                    | 6e dan (2022)   |
| 29 | Marie-Eve Gahié            | F    | -70 kg                        | 2019         | Tokyo, Japon                   |                 |
| 30 | Madeleine Malonga          | F    | -78 kg                        | 2019         | Tokyo, Japon                   |                 |
| 31 | Romane Dicko*              | F    | +78 kg                        | 2022         | Tachkent, Ouzbékistan          |                 |
| 32 | Margaux Pinot*             | F    | -70 kg                        | 2024         | Abou Dabi, Émirats arabes unis |                 |
| 33 | Joan-Benjamin Gaba*        | H    | -73 kg                        | 2025         | Budapest, Hongrie              |                 |

## Palmarès olympique
Le judo devient un sport olympique, d'abord en démonstration, en 1964 à l'occasion des Jeux olympiques de Tokyo pour les hommes et en 1988 à ceux de Séoul pour les femmes.
Les épreuves en 1964 comportent quatre catégories masculines. Dès les Jeux olympiques de 1972 à Munich, la France obtient ses trois premières médailles, en bronze pour Jean-Jacques Mounier, Jean-Paul Coche et Jean-Claude Brondani. Huit ans plus tard à Moscou, Angelo Parisi devient le premier champion olympique français de l'histoire suivi quelques jours plus tard par Thierry Rey dans les poids légers. Aux Jeux olympiques de 1992 à Barcelone, le judo féminin est confirmé au programme de la compétition. Les Françaises Catherine Fleury et Cécile Nowak y décrochent la médaille d'or dans leurs catégories respectives. Les Jeux olympiques de 1996 à Atlanta sont prolifiques, qui rapportent trois médailles d'or. En 2000 à Sydney, David Douillet est le premier judoka français double champion olympique. Quatre ans plus tard à Athènes, aucun tricolore ne remporte une médaille d'or, une première depuis 1984 et les Jeux olympiques de Los Angeles. C'est en 2012 à l'occasion des Jeux olympiques de Londres que Lucie Décosse offre un onzième titre olympique à la France. En effet, la française y remporte l'or dans la catégorie des moins de soixante-dix kilos. Cette même année Teddy Riner devient également champion olympique dans la catégorie des plus de 100 kg. En 2016, un deuxième titre agrandira son palmarès lors des Jeux olympiques de Rio. Cette édition verra également Émilie Andéol monter sur la plus haute marche du podium en +78 kg.
En 2021, à l'occasion des jeux olympiques de Tokyo 2020, reportés d'un an à cause de la Pandémie de Covid-19, les Judokates et les Judokas français ont rapporté sept médailles en individuel : une en or (Clarisse Agbégnénou), trois en argent (Amandine Buchard, Sarah-Léonie Cysique et Madeleine Malonga) et trois en bronze (Luka Mkheidze, Teddy Riner et Romane Dicko). Une épreuve de judo par équipes mixtes est organisée pour la première fois. L'équipe de France  remporte la médaille d'or en battant l'équipe du Japon en finale (4-1) et devient la première nation championne olympique par équipe mixte (Clarisse Agbegnenou, Axel Clerget, Romane Dicko, Teddy Riner, Sarah-Léonie Cysique, Margaux Pinot).
Lors des jeux olympiques de Paris 2024, la France, nation-hôte, remporte un total de neuf médailles en individuel: une en or (Teddy Riner), deux en argent (Luka Mkheidze et Joan-Benjamin Gaba) et six en bronze (Shirine Boukli – qui fut d'ailleurs la première médaillée française lors de ces Jeux – , Amandine Buchard, Sarah-Léonie Cysique, Clarisse Agbegnenou, Maxime-Gaël Ngayap Hambou et Romane Dicko), et une médaille d'or en conservant son titre lors de l'épreuve par équipes mixtes. L'équipe de France – composée de Maxime-Gaël Ngayap Hambou, Romane Dicko, Teddy Riner, Sarah-Léonie Cysique, Joan-Benjamin Gaba et Clarisse Agbegnenou – bat l'équipe du Japon en finale (4-3 à l'issue du combat décisif remporté par Teddy Riner).

Finalement, ce sont dix médailles remportées par la France au judo lors de ces Jeux, un record qui fait du judo le sport ayant rapporté le plus de médailles à la délégation française,.
La France est la deuxième nation au palmarès olympique en Judo derrière le Japon,.
| #       | Sexe         | Médaille d'or | Médaille d'argent | Médaille de bronze | Total |
| ------- | ------------ | ------------- | ----------------- | ------------------ | ----- |
| 1       | Total+ Mixte | 18            | 13                | 28                 | 59    |
| DETAILS |              |               |                   |                    |       |
| 1       | Femmes       | 7             | 8                 | 9                  | 24    |
| 2       | Hommes       | 9             | 5                 | 19                 | 33    |

Voici les médailles d'or décrochées par les judokates et judokas français (deux médailles d'or en indiduel pour David Douillet et trois pour Teddy Riner). Les judoka(te)s marqué(e)s d'une * ont également été champion(ne)s du monde.
| #  | Judoka(te) | Sexe | Catégorie             | Jeux olympiques         | Lieu                     | Grade actuel            |
| -- | --- | ---- | --------------------- | ----------------------- | ------------------------ | ----------------------- |
| 1  | Angelo Parisi | H    | - 95 kg               | Jeux olympiques de 1980 | Moscou, Union soviétique | 8e dan (2009)           |
| 2  | Thierry Rey* | H    | - 60 kg               | Jeux olympiques de 1980 | Moscou, Union soviétique | 8e dan (2014)           |
| 3  | Marc Alexandre | H    | - 71 kg               | Jeux olympiques de 1988 | Séoul, Corée du Sud      | 8e dan (2014)           |
| 4  | Catherine Fleury* | F    | - 61 kg               | Jeux olympiques de 1992 | Barcelone, Espagne       | 7e dan (2007)           |
| 5  | Cécile Nowak* | F    | - 48 kg               | Jeux olympiques de 1992 | Barcelone, Espagne       | 8e dan (2022)           |
| 6  | Djamel Bouras | H    | - 78 kg               | Jeux olympiques de 1996 | Atlanta, États-Unis      | 7e dan (2021)           |
| 7  | Marie-Claire Restoux*                                                                                                   | F    | - 52 kg               | Jeux olympiques de 1996 | Atlanta, États-Unis      | 7e dan (2013)           |
| 8  | David Douillet* | H    | + 95 kg               | Jeux olympiques de 1996 | Atlanta, États-Unis      | 8e dan (2019)           |
| 9  | David Douillet* (2) | H    | + 100 kg              | Jeux olympiques de 2000 | Sydney, Australie        | 8e dan (2019)           |
| 10 | Séverine Vandenhende*                                                                                                   | F    | - 63 kg               | Jeux olympiques de 2000 | Sydney, Australie        | 7e dan (2014)           |
| 11 | Lucie Décosse* | F    | - 70 kg               | Jeux olympiques de 2012 | Londres, Royaume-Uni     | 6e dan (2013)           |
| 12 | Teddy Riner* | H    | + 100 kg              | Jeux olympiques de 2012 | Londres, Royaume-Uni     | 6e dan (2019)           |
| 13 | Teddy Riner* (2) | H    | + 100 kg              | Jeux olympiques de 2016 | Rio de Janeiro, Brésil   | 6e dan (2019)           |
| 14 | Émilie Andéol | F    | + 78 kg               | Jeux olympiques de 2016 | Rio de Janeiro, Brésil   | 6e dan (2022)           |
| 15 | Clarisse Agbegnenou* | F    | - 63 kg               | Jeux olympiques de 2020 | Tokyo, Japon             | 6e dan (2022)           |
| 16 | Clarisse Agbegnenou*, Axel Clerget, Romane Dicko*, Teddy Riner*, Sarah-Léonie Cysique, Margaux Pinot*                   | F/H  | épreuve mixte de judo | Jeux olympiques de 2020 | Tokyo, Japon             | 1er dan à 6e dan (2024) |
| 17 | Teddy Riner* (3) | H    | + 100 kg              | Jeux olympiques de 2024 | Paris, France            | 6e dan (2019)           |
| 18 | Clarisse Agbegnenou*, Maxime-Gaël Ngayap Hambou, Romane Dicko*, Teddy Riner*, Sarah-Léonie Cysique, Joan-Benjamin Gaba* | F/H  | épreuve mixte de judo | Jeux olympiques de 2024 | Paris, France            | 1er dan à 6e dan (2024) |

Depuis qu'il a été retenu comme discipline olympique en  1964 , le judo est un des sports qui apporte le plus de médailles à la France.

## Diplômes d’enseignant
Un cours de judo dans le cadre d’une fédération se déroule sous la responsabilité et l'encadrement effectif d'un enseignant de Judo nécessairement diplômé.
Pour l’enseignement du sport, il existe différents types de diplôme :
- les diplômes d'État d’enseignant donnant droit à rémunération créés dans une volonté de professionnalisation ;
- les diplômes d’enseignant bénévole de club délivrés sous la responsabilité des fédérations sportives reconnues.

La première catégorie de diplômes permet de former et d’entraîner des personnes contre rémunération. La durée de formation est plus longue que celle nécessaire pour un brevet fédéral. Elle certifie des qualifications supérieures d’enseignant voire de cadre fédéraux.
En 1955, un diplôme d'État de professeur de judo est créé.
Compte tenu des contraintes sociales et sportives la règlementation concernant les diplômes d'état des professionnels de cette discipline a évolué,
Les diplômes d'État pour enseigner à titre professionnel sont ainsi les suivants :
- le certificat de qualification professionnelle (CQP) mention moniteur d'arts martiaux (MAM), associée à deux dominantes judo ou jujitsu, permet un encadrement autonome de tous les publics et d’enseigner à titre de rémunération une discipline ou un groupe de disciplines proches, sous réserve d’une quantité limitée d’heures par semaine ;
- le brevet professionnel de la jeunesse, de l’éducation populaire et du sport (BPJEPS) spécialité éducateur sportif mention judo-ju-jitsu, permet un encadrement autonome de tous les publics et d’enseigner à titre de rémunération une discipline ou un groupe de disciplines proches. Il peut exercer à titre professionnel dans tout type de structures telles que les clubs sportifs et associations de jeunesse ;
- le diplôme d'État de la jeunesse, de l'éducation populaire et du sport (DEJEPS) spécialité perfectionnement sportif mention judo-jujitsu, certifie le perfectionnement dans sa discipline et sa formation de futur cadre fédéral. C'est un entraîneur capable d'encadrer des sportifs jusqu'au niveau national. Il peut occuper à titre professionnel les fonctions de responsable technique et pédagogique en club ou en structure fédérale. Il est habilité à être formateur pour le BPJEPS, CQP ou animateur suppléant ;
- le diplôme d'État supérieur de la jeunesse, de l'éducation populaire et du sport (DESJEPS) spécialité performance sportive mention judo-jujitsu, confère à son titulaire des compétences étendues dans le domaine de la performance pour les sportifs qu'il entraine. Il a vocation d’encadrement à tous les niveaux dans la structuration de la discipline, ainsi que formateur de formateur. Il a les compétences nécessaires pour devenir directeur sportif au sein d'associations sportives affiliées à une fédération sportive ou d'entreprises du secteur sportif professionnel.

La seconde catégorie de diplômes, permet d'enseigner la discipline à titre bénévole, ce sont les brevets dits « fédéraux » (BF). Ils sont mis en place par une fédération nationale comme la FFJDA ou la FSGT.
Pour les fédérations sportives disposant d’un agrément ministériel ou mieux d’une délégation de pouvoirs, elles assurent la formation et le perfectionnement de leurs cadres. Elles peuvent bénéficier, à cet effet, de l'aide des établissements publics de formation mentionnés à l'article L. 211-1 du Code du sport français.
Dans le domaine de l’enseignement pour les spécialités sportives qu'elle représente, une fédération nationale met en place le plus souvent les qualifications ci-dessous.
Les diplômes fédéraux d’enseignant bénévole de club (BF) :
- l’attestation d’assistant fédéral (AAF) permet d’aider l’enseignant du club à l'encadrement d'une séance de sports de combat et arts martiaux quel que soit le public. La formation technique et pédagogique est de 15 heures et une évaluation continue durant le stage formation ;
- le BF 1er degré ou diplôme d’animateur (DAF) permet d'initier tous les publics sous la tutelle d'un titulaire du BF 2e degré ou plus. Notamment il permet de mettre en place et assurer une séance de sports de combat et arts martiaux, quel que soit le public et sa validité est illimitée. Il valide le premier cycle d’instructeur (ou 1re partie du DIF). La formation dure trois jours en plus de l’AAF (ou deux week-ends) soit 20 heures – avec un 1er stage en situation en club de 20 heures et un examen lors du dernier stage. Ce diplôme permet d’assurer des cours en autonomie sous réserve d’avoir 18 ans révolus et de posséder une attestation de secourisme ;
- le BF 2e degré ou diplôme d’instructeur (DIF) : ce diplôme permet d’assurer la responsabilité technique et pédagogique d’un club, et sa validité est illimitée. La formation pédagogique dure cinq jours (ou trois week-ends) en plus de la formation du DAF. La formation dure cinq jours en plus du DAF (ou 3 week-ends) soit 35 heures – avec un 2e stage en situation en club de vingt heures et un examen lors du dernier stage. Prérequis pour valider le définitivement le diplôme de DIF : attestation d’initiation à l’arbitrage + attestation de secourisme + grade supérieur. Pour être titulaire de ce diplôme, il faut en amont posséder le BF 1er degré ou l’équivalent ;
- le BF 3e degré ou diplôme de professeur (DPF) est le diplôme d’enseignant de club le plus élevé. Il permet un encadrement autonome de tous les publics. Il sanctionne une connaissance poussée de la discipline tant au niveau technique qu'au niveau de l’entrainement. En outre, il permet également des fonctions de cadre régional, d'assurer l'encadrement de la formation des cadres techniques de sa discipline principale, et des stages de formation d’enseignant de club. Ce diplôme, selon la fédération est une qualification de spécialité voire de polyvalence permettant d’enseigner l’ensemble des disciplines sportives appartenant au même groupe de spécialités ;
- la reconnaissance des expériences pédagogiques (REP) pour les diplômes fédéraux du DAF et du DIF est un dispositif fédéral de validation des acquis de l’expérience (VAE) pour les animateurs ayant assurés des cours depuis trois saisons au minimum dans une association sportive. Deux formules : « aménagement de la formation pour la tranche d’âge de 18 ans à 34 ans » et « validation adaptée pour les 35 ans et plus » ;
- la RET (reconnaissance des expériences techniques) pour un diplôme de grade technique supérieur est un dispositif de validation des acquis de l’expérience (VAE) pour les pratiquants de plus de 35 ans et pour les athlètes de bon et haut niveau de plus de 18 ans ayant un grand nombre d’expériences sportives et disposant de titres sportifs régionaux ou mieux ;
- assistant club (AC) est une formation fédérale à l’animation et initiation bénévole. Il assiste bénévolement les titulaires d’un CQP, BPJEPS, DEJEPS ou DESJEPS lors des cours de judo en club ;
- animateur suppléant (AS) est une formation fédérale à l’animation et l'initiation bénévole. Permet d’assister ou remplacer ponctuellement bénévolement les titulaires d’un CQP, BPJEPS, DEJEPS ou DESJEPS lors des cours de judo en club ;
- certificat fédéral à l’enseignement bénévole (CFEB) est une formation fédérale à l’animation et l'initiation bénévole. Il permet d’enseigner bénévolement et à titre provisoire (le temps de former ou d’identifier un diplômé titulaire d’un CQP, BPJEPS, DEJEPS ou DESJEPS, le judo dans les zones rurales ou petites associations n’ayant pas d’éducateur diplômés à disposition.

Le brevet fédéral de judo-jujitsu 1er ou 2e degré délivré par la FSGT, les brevet fédéraux “certificat fédéral à l’enseignement bénévole" (CFEB) ou “animateur suppléant" (AS) délivrés par la FFJDA, permettent d'accéder à la formation au diplôme d'état BPJEPS.

## Sociologie

### Lien entre judo et politique
Plusieurs anciens judoka professionnels ont eu une carrière politique. Un médaillé olympique comme David Douillet a exercé comme ministre, alors que Thierry Rey et Marie-Claire Restoux ont été conseillers sport pour l'Elysée. Des professeurs de judo comme Jacques Grosperrin et Patrick Vignal ont été députés.
Plusieurs personnalités politiques français ont eu une pratique sportive du judo, comme Nicolas Sarkozy ou Robert Hue.

### Émission de radio
- Armand Aloyin, émission de Patrick Liegibel présentée par Stéphanie Duncan, « Kawaishi, le père du judo français » [audio], sur franceinter.fr, Au fil de l'histoire, 16 octobre 2013 (consulté le 18 novembre 2022)